# ユージン・メイヤー
ユージン・アイザック・メイヤー（Eugene Isaac Meyer、1875年10月31日 - 1959年7月17日）は、アメリカ合衆国の金融業者、新聞発行者である。1933年に『ワシントン・ポスト』紙を買収してその発行人となり、それ以降2000年まで同紙はメイヤーの子孫が保有・発行した。1930年から1933年まで連邦準備制度理事会議長を務め、世界銀行グループの初代総裁も務めた。

## 若年期と初期のキャリア
メイヤーはカリフォルニア州ロサンゼルスで生まれ、サンフランシスコで育った。メイヤーは、ラビや市民団体のリーダーの血を引いている。マーク・ユージン・メイヤーとジョセフ・ニューマークの娘ハリエットの間に生まれた8人の子供のうちの1人である。カリフォルニア大学バークレー校に入学するが1年で退学し、後にイェール大学に入学して1895年に学士号を取得した。
大学卒業後、父が経営に参加しているラザード・フレール社に入社したが、入社4年目の1901年に退職し独立した。メイヤーは投資家・投機家として成功し、ニューヨーク証券取引所に席を持っていた。1915年、40歳のときには4000万ドルの資産を持っていた。
1920年、メイヤーはゼネラル・ケミカル社のウィリアム・H・ニコルズとパートナーを組んだ。メイヤーとニコルズは、5つの小さな化学会社を統合してアライド・ケミカル・アンド・ダイ社(Allied Chemical & Dye Corporation)を設立した。この会社はアライドケミカル社、アライド社を経てアライドシグナル社となり、1998年にハネウェルと合併してその特殊材料部門となった。ハネウェルのニュージャージー州モリスタウンの本社には、両氏の名前を冠した建物がある。

## 連邦準備制度理事会議長
第一次世界大戦中、ウッドロー・ウィルソン大統領に請われて年俸1ドルで戦争金融公社の総裁となり、終戦後も長くその職を務めた。1927年、カルビン・クーリッジ大統領により連邦農業融資委員会委員長に任命された。
1930年、ハーバート・フーヴァー大統領により、連邦準備制度理事会(FRB)議長に任命された。1932年、再建金融公社の総裁を半年間務めた。この公社は、フーヴァー大統領が企業に融資して支援するために設立したものだったが、うまく行っていなかった。フランクリン・ルーズベルトが大統領に就任すると、メイヤーは1933年5月10日にFRBの役職を辞任した。
メイヤーは、1930年代初頭の世界恐慌に対しFRB議長として金融刺激策を打たなかったことで、銀行危機が手に負えないものになり、経済崩壊が深まったとして批判されている。メイヤーは、J・P・モルガン、アンドリュー・メロン、オグデン・ミルズとともに「ヨハネの黙示録の四騎士」になぞらえられた。最近では、ノーベル賞受賞者のミルトン・フリードマンとその同僚の経済学者アンナ・シュワーツが著書『米国金融史』の中で、FRBは世界恐慌の影響を緩和することができたはずだが、金融システムの管理や信用不安の改善という役割を果たすことができなかったと論じている。

## 『ワシントン・ポスト』の買収
1929年、メイヤーは『ワシントン・ポスト』の買収を500万ドルで提案したが、断られた。
1933年6月、メイヤーは、公売処分に出されていた『ワシントン・ポスト』を発行するワシントン・ポスト・カンパニー（以下「ポスト社」）の株式を82万5千ドルで購入した。ポスト社は、オーナーのエドワード・ビール・マクレーンの浪費癖のため、世界恐慌のときに破産していた。メイヤーは、その3週間前にFRB議長を辞任したばかりで、出版業の経営の経験はなかった。それにもかかわらず、「新聞王」ウィリアム・ランドルフ・ハーストをはじめとする他の入札者よりもはるかに高い200万ドルもの金額を、ポスト社の落札のために用意していたのである。メイヤーは匿名で入札に参加し、入札会場には顔を出さなかった。メイヤーの娘のキャサリンでさえポスト社の落札者の名前を知らず、何週間も憶測が飛び交った後、6月13日にようやく全米の新聞でその名前が明らかにされた。
メイヤーは報道機関に対する声明の中で、ポスト社の改善を誓い、独立して運営することを主張した。また、「いかなる個人・団体・組織の影響も受けずに」、自分自身の力でポスト社を買収したとも述べた。この発言は、共和党員として有名なメイヤーがポスト社を手に入れたのは、『ワシントン・ポスト』に共和党の意見を代弁させるためだという噂を否定するためだった。この買収に対する各報道機関の反応は好意的で、他の新聞社は『ワシントン・ポスト』が廃業せず、首都ワシントンD.C.からの報道を続けることを歓迎していた。共和党系の新聞『ボストン・ヘラルド』は、社説でこの買収を「ジャーナリズムにとっての朗報」と賞賛した。その社説では、メイヤーが共和党の立場に立った紙面作りを実際にすることを期待する一方で、彼が「どの政党や指導者の奴隷的な支持者でもない」ようであるため、おそらくそうはならないだろうと認め、彼のリーダーシップの下で『ワシントン・ポスト』は「厳しく、独立した、誰も無視できない新聞」になるだろうとした。
実際のところ、メイヤーはいくつかの場面で共和党の側に立った。メイヤーはルーズベルト大統領のニューディール政策に反対しており、それは『ワシントン・ポスト』の社説の姿勢だけでなく、特に全国復興庁(NRA)に関する報道にも表れていた。メイヤーは偽名で社説的なニュース記事を書いたこともある。
それから20年間、メイヤーは何百万ドルもの私財を投じて、赤字の新聞社を支えながら、その新聞の質の向上に力を注いだ。1950年代になると、ようやく安定した利益が出るようになり、優れた報道や社説が評価されるようになってきた。メイヤーは出版者として、時折、記事を寄稿することもあった。在米イギリス大使ロージアン侯爵との個人的な付き合いが、エドワード8世とウォリス・シンプソンの関係のスクープにつながった。
第二次世界大戦後の1946年6月、ハリー・S・トルーマン大統領は、当時70歳だったメイヤーを世界銀行グループの初代総裁に指名した。メイヤーは、女壻のフィル・グラハムに『ワシントン・ポスト』発行人の職を継承した。半年後に世界銀行総裁を辞任し、ポスト社に戻って会長を務めた。
1959年、ニューヨーク州マウント・キスコでポスト社会長在職のまま亡くなった。

## 私生活
メイヤーの姉のフローレンス・メイヤー・ブルメンタールは、ブルメンタール賞を授与する慈善団体「仏米フローレンス・ブルメンタール財団」を設立した。弟のエドガー・J・メイヤーは、アンドリュー・サックスの娘レイラ・サックスと結婚したが、タイタニックの沈没事故で死亡した。
メイヤーは1910年にルター派のアグネス・エリザベス・アーンストと結婚した。2人の間には、後に『ワシントン・ポスト』発行人を継ぐキャサリン、オスカー・ホモルカの妻となるフローレンスを含む5人の子供がいた。
メイヤーはワシントンD.C.の邸宅を購入した。その家は現在「ホワイト・メイヤー・ハウス」と呼ばれ、1988年にアメリカ合衆国国家歴史登録財となった。